# Paratrypaea maldivensis
Paratrypaea maldivensis is een tienpotigensoort uit de familie van de Callianassidae. De wetenschappelijke naam van de soort is voor het eerst geldig gepubliceerd in 1904 door Borradaile.